# 1681 Steinmetz
Az 1681 Steinmetz (ideiglenes jelöléssel 1948 WE) a Naprendszer kisbolygóövében található aszteroida. Marguerite Laugier fedezte fel 1948. november 23-án, Nizzában